# Doutor
Doutor é um título, e ao mesmo tempo, o grau acadêmico mais elevado na maioria dos sistemas de ensino, e nesse caso, é adquirido através do doutorado, e comprova a capacidade de desenvolver investigação ou docência num determinado campo da ciência.

## Etimologia
A palavra doutor vem do Latim, doctor (junção de docere + sufixo tor), que pode ser traduzida de forma literal como aquele que ensina, ou popularmente na língua portuguesa como professor.

## Utilização
Durante o Estado Novo, em Portugal, o termo doutor era usado como tratamento de respeito, mesmo para quem não tinha doutorado. Em áreas rurais ou menos desenvolvidas, agentes do governo eram tratados como "doutor" em reconhecimento à sua autoridade e conhecimento, refletindo a valorização da instrução e da autoridade, independentemente da formação acadêmica.
O termo doutor também é usado no Brasil, tanto como nos outros países lusófonos para referir-se à pessoas com notável conhecimento.

## Situação de fato

### No Brasil
No Brasil, esse termo foi empregado como axiônimo, uma forma de respeito/reverência a alguma pessoa presente no discurso; quando nos referimos a algum indivíduo, que ao invés de utilizar o pronome você ou tu como empregado em algumas regiões do Brasil, empregamos informalmente o tratamento "doutor" como por exemplo: "O doutor deseja alguma coisa?".
Tanto no Brasil quanto em Portugal a palavra é usada também como forma de tratamento informal para vários profissionais como advogados e médicos. Mas este informalismo é baseado nas resoluções dos conselhos de classes. Porém estes conselhos não têm poder para legislar (não criam/editam leis federais), continuando como um tratamento informal, além de não serem seguidas pelo Vocabulário Ortográfico da Língua Portuguesa e pelo Manual de Redação da Presidência da República. Um possível equívoco proveniente de má interpretação da Lei do Império de 11 de agosto de 1827 que "outorgou o tratamento de doutor aos bacharéis em direito e exercício regular da profissão". Também há uma lei parecida para graduados em medicina, o artigo 26 da Lei 3 de outubro de 1832, cujo conteúdo tem sido distorcido. 
Vale ressaltar também que, embora tais leis sejam distorcidas com a finalidade de dar status social a advogados e médicos, pois no decorrer dos seus textos não há qualquer indicativo de tratamento de "doutor" a tais graduados sem antes o desenvolvimento de uma tese acadêmica, profissionais do direito e da medicina rejeitam o tratamento e criticam quem o usa para engrandecimento pessoal, como os ministros do Supremo Tribunal Federal e o próprio Conselho da OAB.

### Em Portugal
E em Portugal qualquer pessoa que concluiu um curso superior tem o tratamento como doutor.

## Obtenção do grau de doutor
Os requisitos para a obtenção do grau de Doutor variam significativamente de país para país. A seguir, apresenta-se uma breve descrição sobre esses requisitos em diferentes países representativos da América e Europa.

### Brasil
A designação "doutor" no meio acadêmico e a sua respectiva titulação é oficialmente atribuído a pessoas que concluíram com sucesso um programa de doutorado (também chamado "doutoramento"), o que normalmente requer no mínimo três anos de estudo integral após diploma de graduação.
A estrutura dos cursos de doutorado no Brasil assemelha-se mais ao modelo norte-americano do que ao europeu. Em geral, se exige que o candidato ao doutorado acumule um número mínimo de créditos acadêmicos obtidos por aprovação em disciplinas de pós-graduação. Aprovação em dois exames de proficiência em língua estrangeira, respectivamente em inglês e em um segundo idioma, e aprovação em um exame de qualificação de doutorado são também exigidas de todos os candidatos antes da defesa final da tese.

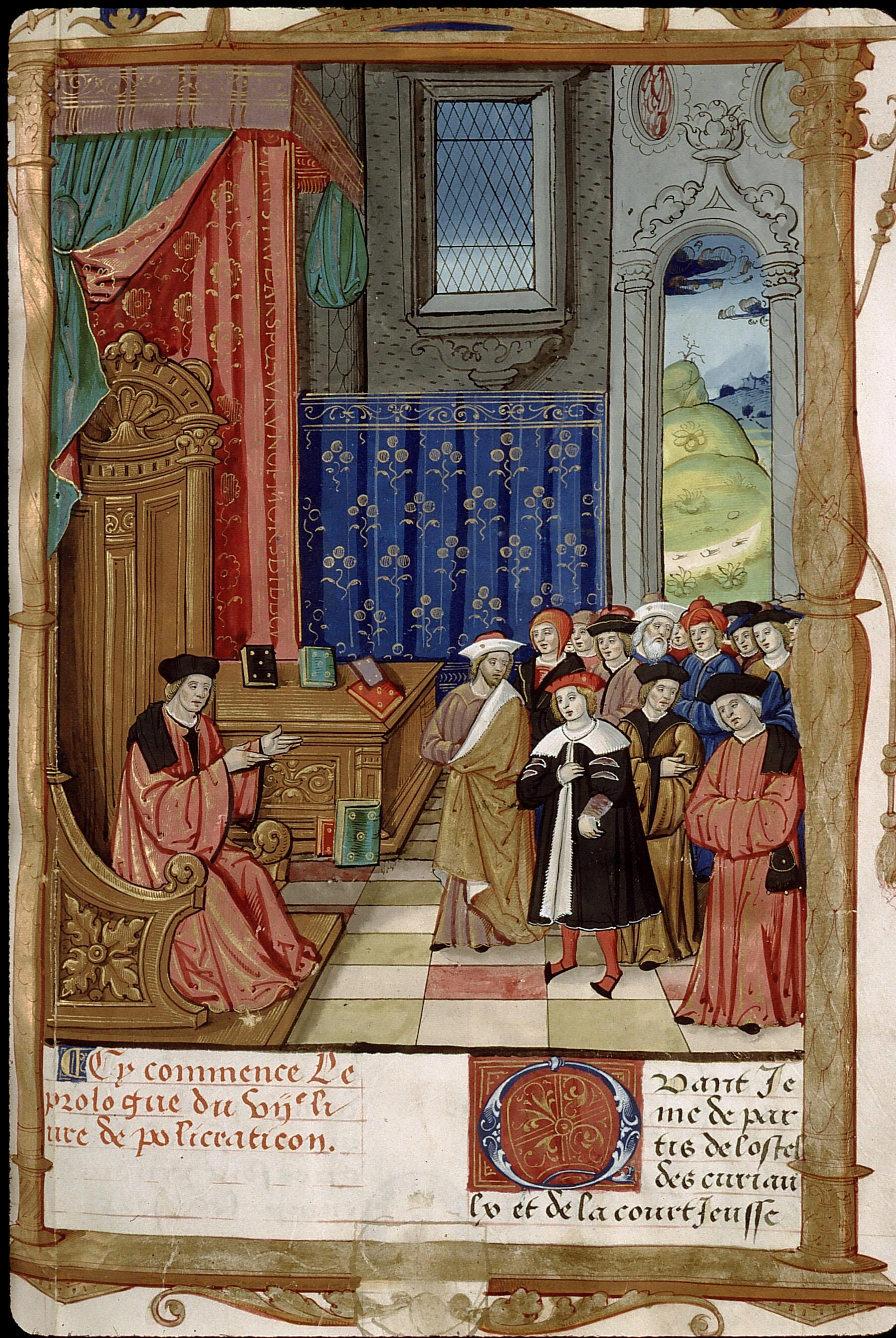
João de Salisbury, um prestigiado filósofo inglês que popularizou o termo no contexto acadêmico.

A exemplo do que ocorre nos Estados Unidos, o exame final de tese no Brasil é realizado normalmente em sessão pública e consiste de uma apresentação da tese pelo candidato em forma de seminário seguida de arguição do candidato por uma banca de cinco membros incluindo o orientador de tese e pelo menos dois membros externos à universidade a qual a tese foi apresentada. Como ocorre em outros países, exige-se no Brasil que a tese de doutorado contenha uma contribuição original que amplie, estenda ou revise significativamente o conhecimento atual existente na área.
Seguindo a prática alemã, os graus acadêmicos de doutor no Brasil recebem diferentes designações dependendo de suas respectivas áreas de especialidade, por exemplo: Doutor em Engenharia, Doutor em Medicina Veterinária, Doutor em Medicina, Doutor em Biologia, Doutor em Direito, Doutor em Economia etc. O título genérico de Doutor em Ciências é usado entretanto para designar os doutorados obtidos nas diversas ciências naturais (física, química, biologia etc.) e, mais raramente, em algumas universidades, também para doutorados em engenharias.[carece de fontes?]
No Brasil, somente têm validade nacional os doutoramentos obtidos em cursos recomendados pela Capes. Títulos obtidos no exterior precisam ser reconhecidos por programas recomendados pela Coordenação de Aperfeiçoamento de Pessoal de Nível Superior (Capes), conforme o art. 48 da Lei de Diretrizes e Bases da Educação.
Um dos primeiros doutores em direito no Brasil foi o Conselheiro Padre Manoel Joaquim do Amaral Gurgel. Amaral Gurgel recebeu o grau de bacharel em 1832 na Faculdade de Direito de São Paulo. Alguns anos depois, defendeu sua tese doutoral e, após ter sido aprovado por unanimidade, recebeu o grau de doutor em 1834.

#### Controvérsia
O emprego da palavra doutor como forma de tratamento a profissionais sem título de doutorado, tem gerado uma grande polêmica entre acadêmicos já que a mesma pode ascender favoravelmente o profissional no mercado de trabalho e no meio social desmerecendo os demais que não são tratados assim. 
Como crítica, muitos acadêmicos com o título stricto sensu de doutor, julgam ser inadequado esse emprego informal já que desmerece o grau de titularidade dos mesmos que é adquirido após longa dedicação ao doutorado.
Outra crítica de interesse é que na sociedade brasileira o termo “doutor” há muito tempo foi usado para deixar clara a hierarquia existente entre os mais pobres e os mais ricos, sendo esses últimos tratados como “doutores” pelos primeiros devido ao simples fato da diferença financeira e social entre eles. O maior temor entre os acadêmicos é se o emprego dessa palavra como pronome aos profissionais de modo informal, também não seria uma forma de deixar essas diferenças estabelecidas entre as classes.
É relevante observar que o direito consuetudinário não é adotado integralmente no Brasil. Em 1827, um decreto do imperador D. Pedro I – criando cursos de Ciências Jurídicas e Sociais no Brasil – conferia somente o título a quem defendesse a tese doutoral, depois de obter o título de graduado. Outra lei de 3 de outubro de 1832 deu início ao curso de medicina (Faculdade de Medicina) no Brasil, e previa a defesa de uma tese para os médicos desta faculdade:
Art. 9.º - Os que freqüentarem os cinco annos de qualquer dos Cursos, com approvação, conseguirão o gráo de Bachareis formados. Haverá tambem o grào de Doutor, que será conferido áquelles que se habilitarem som os requisitos que se especificarem nos Estatutos, que devem formar-se, e sò os que o obtiverem, poderão ser escolhidos para Lentes.
Art. 26. Passados todos os exames, o candidato não obterá o titulo de Doutor, sem sustentar em publico uma these, o que fará quando quiser. As Faculdades determinarão por um regulamento a fórma destas theses, que serão escriptas no idioma nacional, ou em latim, impressas á custa dos candidatos; os quaes assim como os Pharmaceuticos, e Parteiras, pagarão tambem as despezas feitas com os respectivos diplomas.
A Lei Imperial deixava claro que após a conclusão do curso de cinco anos o graduando obtinha o título de Bacharel. E após formado, se cumprisse os requisitos especificados nos Estatutos das universidades, obtinha o título de Doutor. Obtendo o título de Doutor podia se candidar a Lente (hoje Livre-Docente, pré-requisito para ser Professor Titular nas universidades públicas federais e estaduais).
A Lei Imperial de 1827, aplicava-se apenas aos títulos acadêmicos concedidos nos cursos jurídicos de Olinda e São Paulo, que hoje foram absorvidos por outras universidades (por exemplo, no caso de São Paulo, a USP), com diferentes regulamentos para cursos de graduação e pós-graduação e subordinadas a diferente legislação federal específica. No final, a polêmica toda se resolve em um único argumento central: "doutor", assim como "bacharel" ou "mestre", são títulos acadêmicos e, portanto, só podem ser usados por quem os recebeu de alguma instituição, por exemplo universidade, legalmente autorizada a conceder esses títulos.
Cursos de medicina subsequentes continuaram a exigir a defesa de uma tese para o grau de doutor enquanto apenas um trabalho de graduação para o profissional poder exercer a medicina, o qual não precisar ter o título de doutor.
Em relação aos operadores do direito, a OAB, que não é universidade com curso de pós-graduação reconhecido pelo MEC, não pode outorgar títulos de doutor. Da mesma forma, a aprovação no exame da ordem não confere automaticamente ao aprovado o grau acadêmico de doutor, mas sim apenas a qualificação profissional de advogado, permanecendo o seu grau como sendo de bacharel.
Se quiser ser doutor, o bacharel, após obter o título de mestre, deve ser aceito primeiro em programa de doutorado reconhecido em uma universidade e depois completar os requisitos exigidos pelo programa para a obtenção do título acadêmico. 
Após isso, o título passou a ser empregado por doutores acadêmicos (que obtiveram o título de doutor através do doutorado) que são respectivamente profissionais da área da saúde e profissionais da área jurídica; agora com o apoio da legislação .

### Portugal
Em Portugal (assim como na Itália, conforme abaixo), qualquer pessoa com curso superior pode ser chamado de doutor. É atribuído por uma universidade ou outro estabelecimento de ensino superior autorizado, em regra após a defesa de uma tese, ato que pode ser antecedido pela frequência a um curso de Doutorado. Em Portugal, a atribuição do grau académico de doutor é regulada pelo Decreto-Lei n.º 74/2006, de 24 de março

### Estados Unidos
Nos Estados Unidos, o doutorado tradicional por pesquisa (research doctorate) requer a conclusão de um trabalho extenso de investigação científica que represente uma contribuição original e significativa ao estado atual do conhecimento na área de estudos em que o trabalho se insere. O grau mais comum de doutorado por pesquisa nos Estados Unidos é o de Philosophiæ Doctor (Ph.D.) ou Doctor of Philosophy, literalmente traduzido como "Doutor de Filosofia", mas concedido na realidade em praticamente todas as áreas de conhecimento, incluindo engenharia, computação, matemática e estatística, ciências naturais, ciências sociais e humanas, além de filosofia propriamente dita.
Algumas universidades americanas outorgam porém outros títulos de doutor por pesquisa equivalentes a um Ph.D., em particular os graus de Scientiæ Doctor (Sc.D.) ou Doctor of Science ("Doutor de Ciência"), concedido nas áreas de engenharia e ciências naturais, Theologiæ Doctor (Th.D.) ou Doctor of Theology, para candidatos na área de teologia, e Scientiæ Juris Doctor (S.J.D.), traduzido normalmente em inglês como Doctor of Juridical Science ou Doctor of the Science of Law e outorgado a candidatos que se especializam no estudo da teoria e ciência do Direito. [carece de fontes?]
A admissão em um programa de doutorado por pesquisa nos Estados Unidos (Ph.D. ou equivalente) normalmente requer a conclusão prévia de um curso de graduação de duração geral de quatro anos em uma universidade americana levando aos graus de Bachelor of Science (B.S.) ou Bachelor of Arts (B.A.).
Diferentes diplomas de graduação obtidos no exterior são também aceitos para fins de ingresso em programas de pós-graduação nos Estados Unidos desde que considerados equivalentes em rigor e conteúdo a títulos similares obtidos em universidades americanas. Alunos estrangeiros cuja primeira língua não seja o inglês e que não tenham concluído seu curso de graduação em uma instituição onde o inglês seja a língua padrão de instrução devem entretanto fornecer evidência adicional de proficiência na língua inglesa, normalmente através da obtenção de uma nota mínima em exame padronizados como o Test of English as a Foreign Language (TOEFL).
Estritamente falando, a conclusão prévia de um curso de Mestrado não é mandatória para o ingresso em um programa de doutorado nos Estados Unidos. Entretanto, em muitos casos, os alunos admitidos no programa possuem "a priori" ou adquirem "in cursu" ao grau de Doutor um grau adicional de Mestre, por exemplo Master of Science (M.S.) ou Master of Arts (M.A.), obtido normalmente um ou dois anos após a graduação.[carece de fontes?] Em geral, as universidades históricas norte-americanas (por exemplo, Harvard, Yale, ou Princeton) possuem uma seção de graduação denominada college que concede bacharelados e uma ou mais escolas de pós-graduação (graduate schools) que outorgam títulos de mestre e de doutor por pesquisa. [carece de fontes?]
As contribuições, resultados e conclusões de um trabalho de doutorado por pesquisa devem ser sistematizados em uma tese (Ph.D. dissertation) que é examinada oralmente, normalmente em sessão pública, por um painel de especialistas na área incluindo um professor orientador do aluno (chamado advisor), pelo menos um membro externo à universidade ou departamento ao qual a tese foi submetida, e mais um ou dois membros internos também pertencentes ao corpo docente do departamento. [carece de fontes?]
Em alguns programas entretanto, o exame oral final é aberto apenas a convidados, enquanto a apresentação pública da tese pelo candidato se dá em um seminário de pesquisa realizado separadamente.[carece de fontes?]
Além da tese e aprovação no exame oral final, normalmente se exige também para a concessão do grau de Ph.D. que o candidato curse diversas disciplinas avançadas de pós-graduação (graduate classes), complete um ou dois semestres de estágio-docência (teaching internship) e seja aprovado em um ou mais exames preliminares de qualificação (qualifying exams) que visam a avaliar conhecimentos gerais e específicos do aluno na sua área de pesquisa (major field) e, possivelmente, outras áreas afins (minor fields). Dependendo do programa, os exames de qualificação podem ser orais, escritos, ou, na maioria dos casos, uma combinação de ambos.
Após a aprovação no(s) exame(s) de qualificação e a integralização dos créditos necessários de disciplinas, o aluno é normalmente promovido oficialmente a candidatura ao doutorado e deve apresentar, dentro de um prazo máximo especificado pelo programa, uma proposta formal de tese (Ph.D. dissertation proposal) que precisa ser aceita preliminarmente, às vezes após um exame oral de proposta de tese.
Em várias universidades americanas, os alunos de doutorado passam por uma avaliação formal obrigatória de desempenho, geralmente a cada semestre, onde precisam demonstrar progresso contínuo em direção à obtenção do grau de doutor. Caso o desempenho seja considerado insatisfatório, o aluno pode teoricamente ser desligado do programa. Em particular, é comum muitos orientadores nos Estados Unidos exigirem informalmente que os seus alunos publiquem diversos artigos em anais de conferências e periódicos internacionais indexados com revisão por pares antes que possam defender suas teses.
Considerando-se os múltiplos requisitos e o nível de exigência elevado para as teses, o tempo normal necessário para a obtenção de um grau de Ph.D. nos Estados Unidos varia de três a cinco anos para alunos que ingressam no programa com mestrado já concluído e, de cinco a sete anos para alunos de doutorado direto (isto é, que ingressam no programa apenas com um grau de graduado). Em geral, doutorados em ciências humanas costumam ser concluídos em prazos mais longos do que em ciência naturais ou ciências exatas e podem incluir, além dos pré-requisitos mencionados anteriormente, exigências adicionais de aprovação em exames de proficiência em duas ou mais línguas estrangeiras.
Ao contrário da prática comum em outros países, os graus de doutor por pesquisa nos Estados Unidos não recebem uma nota associada nem são classificados em diferentes categorias baseadas em menções honrosas (por exemplo, "excelente", "muito bom", "bom" etc.). O resultado do exame oral final de tese é sempre binário, ou seja, aprovação (Pass, normalmente condicionada a pequenas revisões na tese) ou reprovação (Fail).[carece de fontes?]

#### Doutorados Profissionais nos Estados Unidos
Ao contrário do que ocorre no Brasil ou em Portugal, o ingresso nos Estados Unidos em alguns cursos profissionais como direito e medicina é possível apenas para alunos que já tenham concluído um curso superior de graduação de quatro anos em alguma outra área. Após três ou quatro anos adicionais de estudos em uma escola profissional superior (por exemplo, Law School ou Medical School), o aluno recebe, então, um segundo grau universitário designado pelo departamento federal de educação (U.S Department of Education), um "primeiro grau profissional" ou, em inglês, first-professional degree.[carece de fontes?]
Vários graus profissionais norte-americanos incorporam a palavra "Doutor" aos seus títulos, sendo, muitas vezes, chamados, informalmente, professional doctorates ou, em português, "doutorados profissionais". Como exemplo, podem-se citar os graus de Juris Doctor (J.D.) ou Doctor of Jurisprudence ("Doutor de Jurisprudência"), considerado o primeiro grau profissional em direito; Medicinæ Doctor (M.D.) ou Doctor of Medicine ("Doutor de Medicina"), considerado o primeiro grau profissional em medicina; e outros graus equivalentes, por exemplo, em farmácia (Pharm. D), odontologia (D.M.D.) e medicina veterinária (D.V.M).[carece de fontes?]
Os "doutorados profissionais", no sentido usado no vernáculo americano, não devem, entretanto, ser confundidos com os doutorados de pesquisa descritos anteriormente, pois são outorgados apenas com base no desempenho do aluno em disciplinas e estágios, não exigindo a geração pelo aluno de novo conhecimento na sua área de estudo através de pesquisa original.[carece de fontes?]

### Reino Unido
Como nos Estados Unidos, a conclusão de um programa de doutorado por pesquisa em qualquer área de estudos leva à obtenção no Reino Unido do grau de Doctor of Philosophy, abreviado em inglês britânico PhD ou, mais raramente, DPhil. Duas condições necessárias para a concessão do grau britânico de PhD são a aprovação do candidato em um exame oral final e a submissão de uma tese longa de pesquisa cujos resultados devem ser passíveis de publicação externa em periódicos indexados com revisão por pares e devem representar uma contribuição original substancial ao conhecimento na sua respectiva área.

### Alemanha
O conceito moderno de "doutorado de pesquisa" surgiu na Alemanha, de onde foi exportado primeiro para os Estados Unidos (na segunda metade do século XIX) e posteriormente para a Inglaterra (apenas na primeira metade do século XX). Nos dias de hoje, o doutorado de pesquisa continua sendo a principal modalidade de doutorado outorgado pelas universidades alemãs, embora existam também doutorados honorários
(Dr.h.c.) que não exigem a conclusão de um trabalho original de pesquisa, a submissão de uma tese de doutoramento e um exame final do candidato. Ao contrário dos Estados Unidos, inexistem na Alemanha "doutorados profissionais", por exemplo em direito e medicina, e profissionais dessas áreas não usam normalmente o título de doutor, a não ser que concluam adicionalmente um programa de doutorado por pesquisa, o que é bastante usual principalmente entre os médicos (Ärzte).
O acesso a um programa de doutorado na Alemanha exigia até recentemente que o candidato normalmente tivesse concluído um curso de graduação de cinco anos em alguma área de humanidades ou ciências sociais levando ao grau de Magister Artium ("mestre de artes") ou, alternativamente, tivesse completado um curso de graduação de cinco anos levando a um Diplom (univ.) em alguma especialidade de ciências naturais, engenharia ou matemática. No caso de certas profissões reguladas pelo Estado como direito, exigia-se que o candidato ao doutorado tivesse obtido aprovação preliminar na primeira etapa do correspondente Staatsexamen ("exame de estado").
Com as reformas introduzidas no contexto da Declaração de Bolonha, os antigos cursos universitários alemães de quatro ou cinco anos foram reorganizados em cursos de graduação de três anos seguidos de cursos de mestrado de dois anos, sendo a conclusão do mestrado normalmente necessária para o ingresso no doutorado. Alunos que não possuem um grau ou diploma apropriado de uma universidade alemã na sua área desejada de estudos são normalmente obrigados a se submeter a um exame oral preliminar (chamado Promotionsvorprüfung ou Promotionseignungsprüfung) onde geralmente são examinados seus conhecimentos em uma disciplina principal (Hauptfach) e até duas disciplinas secundárias (Nebenfächer). Dependendo do resultado do Vorprüfung, o aluno é considerado qualificado ou não para iniciar um trabalho de pesquisa de doutorado. Alunos dos quais se exige normalmente um Vorprüfung para doutorado incluem tipicamente diplomados em faculdades alemãs de tecnologia (Fachhochschulen) e, em alguns casos, alunos estrangeiros (principalmente quando provenientes de países fora da União Europeia).
Para doutorandos considerados qualificados por titulação prévia ou exame preliminar, não há em geral exigências formais adicionais de disciplinas a serem cursadas exceto, possivelmente, seminários de pesquisa (Oberseminare). O doutorando concentra-se então diretamente em um trabalho original de investigação científica realizado sob a supervisão de um professor orientador (Doktorvater), culminando na submissão de uma tese de doutorado (Dissertation ou Doktorarbeit). É comum também que, no curso do seu trabalho de doutorado, o aluno sirva ainda como auxiliar de ensino em disciplinas de graduação oferecidas pelos institutos ou cátedras aos quais o seu orientador está vinculado.
O julgamento das teses de doutorado na Alemanha é feito via de regra antes do exame final por dois relatores, possivelmente externos à universidade. Se a tese for aprovada pelos relatores, o candidato habilita-se ao exame final (Doktorprüfung) que normalmente consiste de uma apresentação pública da tese seguida de uma discussão aberta com um painel de especialistas (Disputation); uma prova oral fechada (Rigorosum), onde não se examina a tese em si, mas sim conhecimentos gerais em disciplinas afins à área de estudo do candidato; ou uma combinação dessas duas modalidades de avaliação. Em qualquer caso, a nota global associada ao grau é sempre calculada ponderando-se a nota dada à tese pelos relatores e a nota obtida pelo candidato no exame final.
Ao contrário da prática anglo-americana, os doutorados alemães recebem denominações diferentes dependendo da área de conhecimento em que se inserem. Particularmente frequentes são os graus de Doktor der Ingenieurwissenchaften (Dr.-Ing.), concedido nas várias especialidades de engenharia; Dr. rer. nat., disponível nas áreas de matemática e ciências naturais (física, química, biologia, etc.); Doctor rerum politicarum (Dr.rer.pol.), outorgado em sociologia, economia e áreas correlatas; Doctor philosophiæ (Dr.phil.) obtido na maioria das ciências humanas; Doctor medicinæ (Dr. med.), na área de medicina; e Doctor iuris (Dr.iur.), em direito, para advogados, juízes e promotores.
De acordo com a nota obtida, os graus de doutor concedidos na Alemanha são classificados em diferentes categorias de mérito, designadas em latim (com tradução em alemão entre parênteses) por: Rite (befriedigend), Cum Laude (gut), Magna cum Laude (sehr gut), e Summa cum Laude (ausgezeichnet), ou, em português, "satisfatório", "bom", "muito bom" e "excelente".
O tempo normal para a conclusão de um programa de doutorado na Alemanha é, como na Inglaterra, de três a quatro anos. Uma exceção são os doutorados em medicina, que são concluídos em prazos bem mais curtos uma vez que os candidatos iniciam seu trabalho de pesquisa em paralelo aos estudos clínicos de graduação e o nível das teses, especialmente em termos de originalidade, é frequentemente inferior àquele exigido no demais doutorados alemães em outras áreas ou em um Ph.D. anglo-americano.

#### Habilitação
Ao contrário do que ocorre nos Estados Unidos e no Reino Unido, a obtenção do grau de doutor (Promotion) até recentemente não permitia a um indivíduo candidatar-se imediatamente ao ingresso na carreira docente superior na Alemanha. Para obter a permissão de lecionar em uma universidade (venia legendi) e para poder orientar doutorandos, um pesquisador na Alemanha precisava obter primeiro uma qualificação adicional denominada Habilitation, que exige vários anos de produção acadêmica após o doutorado. Apesar de esse requisito estar sendo atualmente revisto com a introdução da carreira de Juniorprofessor, a Habilitation ainda é necessária por exemplo para a obtenção de tenure (i.e. proteção contra demissão sumária) nas universidades alemãs.
A Habilitation alemã requer a submissão, julgamento e exame oral de uma Habilitationsschrift, que pode ser uma segunda tese monográfica ou um memorial cumulativo de publicações com arbitragem em uma mesma área de especialização. Embora a Habilitation seja considerada uma qualificação profissional e não um grau acadêmico, os portadores do título de doutor que foram habilitados são autorizados a adicionar a abreviatura habil. ao seu grau acadêmico (por exemplo Dr.rer.nat.habil., Dr-Ing.habil., etc.). O uso da designação Dr.habil. é raro entretanto quando o habilitado efetivamente dá aulas como Privatdozent em uma universidade, em cujo caso o título PD Dr. é usado alternativamente. O título de PD Dr. assim como a designação Dr.habil. deixam de ser oficialmente usados a partir do momento que o habilitado é chamado para uma cátedra (Lehrstuhl) como Professor em uma universidade, em cujo caso o título Prof. Dr. passa a ser empregado.

### França
No sistema antigo criado pela reforma universitária de 1974, distinguiam-se, na França, os chamados "doutorados inferiores", como o Doctorat de Troisième Cycle, e o doutorado superior, denominado Doctorat d'État.
O Doctorat de Troisième Cycle, literalmente traduzido "doutorado de terceiro ciclo", mas considerado na realidade equivalente apenas a um grau norte-americano de Master of Science (M.S.) ou Master of Arts (M.A.), era obtido normalmente dois anos após a conclusão de um curso superior inicial de quatro anos (levando aos graus de Licence após os três primeiros anos e Maîtrise após o quarto ano). O primeiro ano do chamado "terceiro ciclo" era constituído de disciplinas levando à obtenção de um Diplôme d'études approfondies ("diploma de estudos aprofundados", abreviado D.E.A). No segundo ano, o aluno desenvolvia e defendia uma tese que, como um mestrado anglo-americano, devia evidenciar domínio da área de estudo escolhida e familiaridade com técnicas de pesquisa, mas que não precisava representar, como no doutorado de pesquisa alemão, americano ou britânico, uma contribuição original e significativa ao estado atual do conhecimento.
O Doctorat d'État, que, na reforma de 1974, substituiu os antigos graus de doutor do decreto de 1808 (Docteur ès Sciences, Docteur ès Lettres, Docteur en Droit etc.), exigia por sua vez de quatro a seis anos de preparação e a submissão e defesa (soutenance) de uma segunda tese de nível comparável a uma tese de doutorado (Ph.D. dissertation) no modelo norte-americano. O tempo longo de preparação devia-se em parte ao fato de que a tese era desenvolvida em paralelo a atividades docentes, normalmente na posição de maître assistant, a que se tinha acesso apenas com um título de Docteur de Troisième Cycle.
A reforma universitária de 1984 e, mais recentemente, a reforma L-M-D no contexto da Declaração de Bolonha reorganizaram completamente o sistema de graus acadêmicos franceses pondo fim ao modelo antigo descrito acima. O quarto ano de estudos superiores pós-ensino secundário (antiga Maîtrise) e o primeiro ano de disciplinas do terceiro ciclo levando ao antigo D.E.A foram reorganizados em um curso de dois anos de Master que se segue normalmente a um primeiro curso de graduação de três anos (Licence) em uma universidade francesa. Alternativamente, pode-se obter ainda um Master em paralelo ao último ano de uma formação de Ingénieur em uma Grande École francesa. Os antigos graus de Docteur de Troisième Cycle e Docteur d'État foram por sua vez abolidos e substituídos por um grau único de Docteur, obtido após o Master em um prazo adicional normal de três anos com a exigência de submissão de uma tese de nível semelhante a uma tese de doutorado de pesquisa desenvolvida em outros países.
Atualmente, o novo grau de Docteur permite o acesso na França à carreira docente superior no nível de Maître de Conférences, antes acessível apenas com um grau de Docteur d'État. A promoção entretanto ao nível de Professeur des Universités, com direito a orientar teses de doutorado, requer a obtenção adicional de uma Habilitation à diriger des recherches, que é uma qualificação profissional semelhante à Habilitation alemã e que, como aquela, exige normalmente a submissão e julgamento de um memorial cumulativo de publicações científicas e evidências de experiência em pesquisa além do doutorado. Como alternativa à Habilitation, é possível ainda aceder à categoria de Professeur des Universités em algumas poucas áreas de estudo, notadamente direito, economia e ciências sociais, por aprovação em um concurso público de Agrégation (Agregação na França).

### Itália
Na Itália, todo egresso de um curso de graduação (laurea) recebe o título de dottore, devido a uma lei real de 1938. O equivalente ao doutorado no Brasil chama-se dottorato di ricerca (doutorado de pesquisa), que, por sua vez, confere o título de dottore di ricerca. A abreviatura em italiano para Doutor é Dott. ou Dr. Porém, especificamente para o dottore di Ricerca, é quase unânime o uso de PhD, como nos países anglo-saxões, para se diferenciar daqueles que têm apenas a graduação.